# GX Geminorum
GX Geminorum (GX Gem / HD 263139) es una estrella variable en la constelación de Géminis situada a unos 2180 años luz del sistema solar.
Su brillo varía entre magnitud aparente +10,90 y +11,50.
Su condición de variable fue descubierta por Cuno Hoffmeister desde el Observatorio de Sonneberg.
GX Geminorum es una binaria eclipsante compuesta por dos estrellas blanco-amarillas de tipo F7V.
Ambas son muy parecidas, con temperaturas efectivas de 6195  K para la componente principal y 6165 K para la secundaria.
La primera es un 49% más masiva que el Sol y tiene un radio de 2,33 radios solares.
Brilla con una luminosidad 7,2 veces mayor que la luminosidad solar y, dentro de la evolución estelar, está abandonando la secuencia principal.
Su acompañante tiene una masa de 1,47 masas solares y su radio es 2,24 veces más grande que el del Sol.
Un 9% menos luminosa que la primaria, es 6,5 veces más luminosa que el Sol.
Ambas giran sobre sí mismas con una velocidad de rotación proyectada de 29 km/s.
La metalicidad de esta binaria es comparable a la solar ([Fe/H] = -0,10) y su edad se estima entre 2500 y 2750 millones de años.
Aunque inicialmente se pensó que el período orbital del sistema era de 1,35 días, hoy se considera que su verdadero período es de 4,04 días.
El semieje mayor de la órbita es de 15,3 radios solares o 0,07 UA.
En el eclipse principal el brillo de la estrella decae 0,60 magnitudes mientras que en el secundario la disminución de brillo es de 0,40 magnitudes.